# 하렘 (장르)
하렘(일본어: ハーレム 하레무[*])은 한 남자가 많은 여자들에게 둘러싸여 사는, 또는 가끔 같이 사는 내용을 담은 만화, 애니메이션 등의 작품들을 일컫는 말이다.
‘하렘(حريم)’이란 이름은 이슬람에서 친척을 제외한 남자의 출입을 금하는 장소나 제도를 뜻하는 말에서 유래한 것이다. 한국어에선 일본어 ‘ハーレム’을 뉴욕 할렘가를 뜻한 것으로 오해되어 ‘할렘’으로 잘못 표기되기도 한다.

## 정의
소수의 남성 캐릭터에 대하여 다수의 여성 캐릭터가 배치되어, 많은 경우는 대량의 여성 캐릭터가 한 명의 남성에 대하여 호의를 품는다. 또 주인공은 하렘을 구성하는 여성 캐릭터에 대하여 평등하게 상대하는 경우가 많다. 〈후궁〉으로서의〈하렘〉의 본래의 의미 〈성적 윤리의 일탈을 미연에 방지하기 위한 부인격리(婦人隔離)〉가 아닌, 그것이 전하여 생겨난 〈한 명의 남성에 다수의 여성이 달라붙는 듯한 시추에이션〉을 의미하는 용어로서의 〈하렘〉에〈애니메이션〉을 더하여 만들어낸 것이다.

## 경위
하렘 애니메이션으로서 최초로 등장한 애니메이션은 OVA《천지무용! 양황귀》이다. 이 애니메이션은, 누님기질(姉御肌), 아가씨(お嬢様), 로리, 천연보케(天然ボケ), 매드 사이언티스트 등등 여러 가지 타입의 여성 캐릭터를 배치하여 주인공과 엮이게 되는 좌충우돌 러브 코미디를 전개시켜 호평을 받았다. 그 전에도 삼각관계를 사용한 러브 코미디는 있었지만 대량의 여성 캐릭터를 등장시켜, 대응하는 남성 캐릭터를 거의 주인공만으로 한정하여 그것을 행한것은 천지무용!이 최초의 예로, 이 때문에 하렘 애니메이션이라는 스타일을 확립한 작품이 되었다.
하렘 애니메이션은 각각의 여성 캐릭터의 개성을 극단적으로 두드러지게 나타냄으로써, 작품 자체에 그치지 않고 각 캐릭터에 대한 팬을 획득하는 것이 가능하기 때문에 구매자인 팬 측의 캐릭터 모에의 풍조와 함께 융성하게 되었다. 이런 점에서 이른바 걸 게임이나, 그런 형태의 하나로서 어덜트 게임의 일부가 유행했던 1990년대 후반부터 2000년대 초에 걸쳐 동향과 궤를 같이 하고 있다.

### 연애 시뮬레이션 게임과의 관계
연애 시뮬레이션 게임은, 플레이어 캐릭터인 1인의 남성 주인공이 많은 여성 캐릭터와 연애 관계를 가지기에, 애니화되면 하렘물이 되기 쉽다. 원작에서는 1대1의 관계가 주가 되는 게임이라도, 애니화가 될 때 복수의 분기 시나리오를 하나의 스토리에 재구축한 결과, 주인공이 다수의 여성과 동시에 관계를 가지게 되는, 혹은 빈번히 상대를 바꾸고 있다는 인상을 주는 경우가 있다.

## 히로인의 전형적 속성
하렘 애니메이션에 등장하는 히로인들은 대부분의 경우, 아래와 같은 전형적인 속성을 지닌 스톡 캐릭터이다. 더욱이, 작품에 따라서는 이것들의 속성을 어느 정도 겸비한 캐릭터가 등장하는 경우도 있다.
덧붙이면 여기서 가리키는 속성은 〈1명의 남자에게 복수의 여자가 무더기로 모인다〉라고 하는 도식과 같은 것부터, 많은 남성향 연애 게임의 있어서의 공략대상외를 포함한 여성 캐릭터에 관해서도 해당한다.

### 청순파 (清純派)
일인칭은〈わたし(私[와타시])〉, 얌전하고 착하고 상냥한 성격이며 헤어 스타일은 등 또는 무릎까지 내려오는 롱 스트레이트가 많다.

### 여장부계 (男勝り系)
〈큰소리치고는 있지만 원래는 주인공에 대한 호감을 솔직하게 말하지 못하고 있다〉던가, 〈인간에게는 강해도, 유령이나 오컬트, 호러 등에 약하다〉 등의 콤플렉스를 가지고 있기도 하다. 흔히 말하는 츤데레 경향을 가진 캐릭터로 보여지는 경우도 많다. 일인칭은 〈あたし(아타시)〉가 많다. 드물게 〈僕[ボク(보쿠)]〉나〈俺[オレ(오레)]〉등, 남성적인 말투를 쓰는 자도 있다. 스포츠에 뛰어난 캐릭터가 많고, 헤어 스타일도 쇼트헤어, 포니테일이 많다.

### 츤데레계 (ツンデレ系)
겉으로는 주인공을 싫어하는 척하지만 실상은 그렇지 않다. 상기의 각 계열의 캐릭터들이 그렇듯 주인공에게 상냥하고, 걱정한다. 전반적으로 여장부계와 구별하기 어렵다. 츤데레라는 표현은 츤츤(ツンツン)과 데레데레(デレデレ)라는 표현의 합성어이다.

#### 위원장계 (委員長系)
규율에 엄격한 성격을 칭하며, 대부분 츤데레를 겸하고 있다.

### 아가씨계 (お嬢様系)
부자로 품위가 있으며 세상물정 모르는 특징을 가짐. 보통 서민적이면서 친절한 주인공에게 호감을 쉽게 갖는 구성이 많다. 이런 부류는 히로인이 아니라면 주인공의 자금 사정을 도와주는 돈지갑의 한계를 벗어나지 못한다.

### 누님계 (お姉様系)
성숙한 여자, 대부분 F컵 이상의 거유(풍만한 가슴) 등, 볼륨의 역할을 맡고 있다. 성격은 대체적으로 (1)주인공과 그 무리들을 이끄는 성격이거나, (2)주인공에게 의지하는 성향으로 나뉜다. *(2)의경우 동안은 필수이다.

### 천연보케계 (天然ボケ系)
세상 물정을 잘 모르는 마이페이스의 캐릭터 속성. 하지만 누구보다 순수한 심성을 가지고 있고,
특유의 심성으로 누구와도 마음을 터놓고 이야기를 나눌 수 있다.

#### 미미도시마계 (耳年増系)
주인공 또는 히로인의 절친한 친구 역으로 있는 경우가 많고, 정 히로인으로는 그다지 기용되지 않는다.

### 로리계 (ロリ系)
로리타를 근원해서 나온 말, 중년남자가 어린아이를 좋아하는 현상을 말하는 건데, 자신보다 어린 여자아이를 좋아하는 것까지 통틀어 말한다. 작고 여린 소녀를 가리킨다.

### 얀데레계
주로 정신적으로 병들었으며 주인공에 대해 집착을 하는 성격을 말한다.그렇기에 '병들다'(病む 야무[*])와 '부끄러워하다'(でれでれ 데레데레[*])를 합쳐서 '얀데레'라고 부른다.

### 미스테리어스계 (ミステリアス系)
미스테리어스계란 인물의 정보가 거의 알려지지 않은 상태로 호기심을 자극하는 요소로 주로 사용된다. 
《신세기 에반게리온》이 일대 센세이션을 불러일으킬 때, 동작품의 히로인인 전형적 〈미스테리어스계〉의 캐릭터 아야나미 레이의 인기도 엄청나서, 그것과 동시에 〈미스테리어스계〉의 개념이 폭발적으로 보급되었다고 한다.

## 같이 보기
- 역하렘